# Jesús Echave
Jesús María Pancracio Echave Román (Vitoria-Gasteiz, 3 settembre 1954) è un pilota di rally e imprenditore spagnolo.

## Biografia
Tra i protagonisti della Coppa del Mondo FIA Energie Alternative, in coppia con il navigatore Juanan Delgado ha ottenuto su Toyota Prius il terzo posto nella classifica piloti nel 2010. Nel 2012 il duo basco, su Nissan Leaf, si è aggiudicato il mondiale nella categoria riservata a veicoli puramente elettrici.
Echave è stato presidente di Hiriko, consorzio di sette aziende basche impegnato nello sviluppo di una city car in collaborazione con il MIT. Il progetto è tuttavia naufragato in breve tempo.